# Scottojapyx
Scottojapyx es un género de artrópodos de Diplura en la familia Japygidae.

## Especies
- Scottojapyx simienensis Pagés, 1957